# Bazeldonk
Bazeldonk is een buurt in 's-Hertogenbosch, in de Nederlandse provincie Noord-Brabant. De buurt heeft 1557 inwoners en ligt in de wijk Zuidoost. De buurt is gebouwd in de jaren 50 en 60, net zoals Zuid. Bazeldonk wordt getypeerd door woningen die zijn gebouwd in de Bossche stijl. Meer dan driekwart van de woningen zijn huurwoning.
De buurt wordt begrensd door de Zuid-Willemsvaart en het Bedrijventerrein-Zuid in het noorden, door de Gestelse buurt in het oosten, de buurt Zuid in het zuiden en Binnenstad Oost in het westen. Centraal in de Bazeldonk ligt het winkelcentrum De Zuiderpassage.